# Denís Hotfrid
Denís Hotfrid   (Magnitogorsk, 5 de febrer de 1975) és un aixecador de peses ucraïnès, ja retirat, que va competir durant les dècades de 1990 i 2000. Està casat amb la també aixecadora de peses Anastàsia Hotfrid.
El 1996 va prendre part en els Jocs Olímpics d'Estiu d'Atlanta, on va guanyar la medalla de bronze en la competició del Pes tres-quarts pesant del programa d'halterofília. Quatre anys més tard, als Jocs de Sydney, disputà la prova del pes pesant.
En el seu palmarès també destaquen tres medalles al Campionat del món d'halterofília d'or el 1999 i 2002 i de bronze el 1998; així com quatre medalles al Campionat d'Europa d'halterofília, dues d'or i dues de plata entre el 1995 i 2002.
El 1999 va establir un rècord del món de la categoria del pes pesant.